# Google Chrome-verziótörténet
| Főverzió      | Kiadás dátuma / Kiadások közötti idő                                                                  | Böngészőmotor                      | V8 motor verzió                                                         | Jelentős változások |
| ------------- | --- | ---------------------------------- | ----------------------------------------------------------------------- | --- |
| 0.2.149       | 2008-09-02                                                                                            | WebKit 522                         | 0.3                                                                     | Első kiadás. Az első nyilvános bétaváltozat 43 nyelven jelent meg, akkor még kizárólag Microsoft Windows platformra. Megjelenési dátuma magyar idő szerint 2008. szeptember 2. este 9 óra volt. A Google Chrome megjelenésekor sikeresen teljesítette az Acid1 és Acid2 teszteket, de nem ment át az Acid3 teszten; mindenesetre 79/100 pontot ért el rajta, ami magasabb az Internet Explorer 7 vagy a Firefox 3 eredményénél – kevesebb viszont az Opera által elért 84/100 pontnál. Összehasonlítva a konkurens böngészők előzetes vagy bétaváltozataival, a Chrome gyengébb eredményt ért el, mint a Firefox (85/100), az Opera (91/100) és a Safari (100/100), de még mindig magasabbat az Internet Explorernél (21/100). |
| 0.3.154       | 2008-10-29                                                                                            | WebKit 522                         | 0.3                                                                     | Javítottak a pluginek teljesítményén és megbízhatóságán. Helyesírás-ellenőrzés a beviteli mezőkön. Javított web proxykezelés és megbízhatóság. Az ablakok és lapok (fülek) kezelésének frissítése. |
| 0.4.154       | 2008-11-24                                                                                            | WebKit 525                         | 0.3                                                                     | Könyvjelzőkezelő import-export-támogatással. A beállítások között megjelent az adatvédelmi szakasz. Új „felbukkanó ablak blokkolása”-figyelmeztetések. Biztonsági javítások. |
| 1.0.154       | 2008-12-11                                                                                            | WebKit 528                         | 0.3                                                                     | Első stabil kiadás |
| 2.0.172       | 2009-05-21 (161 nap)                                                                                  | WebKit 530                         | 0.4                                                                     | A 2.0 változat alfaverziója 2009. január 13-án jelent meg, tesztváltozata pedig 2009. március 17-én került nyilvánosságra. 35%-kal gyorsabb JavaScript a Sunspider-benchmarkban, egérgörgő-támogatás, teljes képernyős üzemmód, teljes oldal nagyítása, űrlapok automatikus kitöltése, könyvjelzők rendezése cím szerint, lapok (fülek) dokkolása a böngésző vagy az asztal széleihez, alapszintű Greasemonkey-támogatás, feljavított „Új lap” oldal. |
| 3.0.195       | 2009-10-12 (144 nap)                                                                                  | WebKit 532                         | 1.2                                                                     | Megújult, jobban testre szabható „Új lap” oldal. 25%-kal gyorsabb JavaScript. HTML 5 video és audio tagek támogatása, natív támogatással az Ogg Theora videóhoz, Ogg Vorbis hanglejátszáshoz, H.264 videóhoz, AAC- és MP3 lejátszásához); továbbfejlesztett Omnibox; témák támogatása; újratervezett „Új lap” oldal. A 2009. augusztus 7-én megjelent 3.0.197.11-es változat 100%-ig jut el az Acid3 tesztben, azonban egy 'X' látszik a jobb felső sarokban, mert biztonsági aggályok miatt a letölthető betűkészletek támogatása még nem szerepelt abban a verzióban. |
| 4.0.249       | 2010-01-25 (105 nap)                                                                                  | WebKit 532                         | 1.3                                                                     | Könyvjelző-szinkronizáció, kiterjesztések (extension) támogatása. Jobb fejlesztői eszközök, javított HTML5-támogatás, HTTP byte range-támogatás. A 4.0.249.4-es változattól kezdve az Acid3 teszt tökéletes végrehajtása, beleértve a linktestet és a letölthető betűkészleteket is. Web storage-támogatás. |
| 4.1.249       | 2010-03-17 (51 nap)                                                                                   | WebKit 532                         | 1.3                                                                     | Fordítási infósáv, a magánélet védelmével kapcsolatos új funkciók. |
| 5.0.375       | 2010-05-25 (69 nap)                                                                                   | WebKit 533                         | 2.1                                                                     | Az első stabil verzió, ami a Windows, Mac OS X és Linux platformot is támogatja. A főbb újdonságok közé tartozik a JavaScript gyorsítása, a böngésző beállításainak szinkronizálása több gép között, új HTML5-funkciók támogatása és egy újraírt könyvjelzőkezelő. A nagyítás szintjének megjegyzése weboldalanként, kétujjas nagyítás (pinch to zoom), kiterjesztések és teljes képernyős üzemmód a Mac verzióban Külön fülön megnyíló könyvjelzőkezelő. A HTML5 helymeghatározó technológiáinak támogatása (Geolocation API). Beépített, a böngésző frissítési mechanizmusát használó Adobe Flash Player. Az oldalankénti tartalombeállításoknál működik a mintaillesztés (regexp). |
| 6.0.472       | 2010-09-02 (100 nap)                                                                                  | WebKit 534.3                       | 2.2                                                                     | UI-változások az eszköztárban, az omniboxban (címsor) és az új fül oldalon (a két menüt egyesítették, felülvizsgálták a gombok helyét, a színséma szemkímélőbbé vált). UI-javítások Mac alatt. A VP8/WebM videók támogatása. A PDF-eket középre igazítva mutatja. Automatikus űrlapkitöltés. A témák, könyvjelzők, beállítások mellett most már a kiterjesztések is szinkronizálhatók. Stabil lett a Google Chrome Frame-verzió is. |
| 7.0.517       | 2010-10-21 (49 nap)                                                                                   | WebKit 534.7                       | 2.3.11.22                                                               | Főként a kód stabilizálására szolgáló kiadás, sok száz hibajavítással. HTML5-elemző algoritmus, Fájl API, az input taggel könyvtár feltöltése. Mac OS X alatt a szervizmenü és az AppleScript támogatása. Egyes oldalelemek GPU-gyorsítása. A HTML5 canvas elemének WebGL kontextusa. Az „Új lap” oldalon webes alkalmazások támogatása. Az SSL socketek késői (futásidejű) kötése: a magas prioritású SSL-kéréseket küldi először a szerver felé. A HTTP-sütik kezelésének új opciói. Frissített, a webalkalmazások megmutatását lehetővé tevő „Új lap” oldal. |
| 8.0.552       | 2010-12-02 (42 nap)                                                                                   | WebKit 534.10                      | 2.4.9.13                                                                | A Chrome homokozójában futtatott, beépített, biztonságos PDF-megjelenítő, még több szinkronizálási lehetőség, javított pluginkezelés. GPU-gyorsított Canvas 2D – a 2D kontextusú canvas elemek GPU-hardverrel gyorsított megjelenítése (alapértelmezésben kikapcsolva). Kattintással megjeleníthető, alapértelmezésben blokkolt pluginek, mint a Flashblocknál (Click-to-Play). Az about:flags oldalon (Labs helyett új nevén: Flags) számos funkció kipróbálható: Side Tabs, a maces Tabposé (a böngészőfülek áttekintése), Chrome Instant (a weboldalak betöltése és mutatása már a címsorba írás közben), oldalt megjelenített fülek, külön fülön megjelenő beállítások oldal, Cloud Printing, webalkalmazások háttérben, a böngésző ablakaitól független futtatása, host remoting, az elavult pluginek letiltása, XSS Auditor, Cloud Print Proxy. |
| 9.0.597       | 2011-02-03 (63 nap)                                                                                   | WebKit 534.13                      | 2.5.9.6                                                                 | WebP-támogatás. GPU-gyorsított Canvas 2D – a 2D kontextusú canvas elemek GPU-hardverrel gyorsított megjelenítése, és a WebGL alapértelmezésben bekapcsolva. Az about:flags oldalon bekapcsolható funkciók: nyomtatási előnézet, Verbatim Instant, teljes weboldalak előtöltése (Web Page Prerendering), Native Client, Click-to-Play, homokozóban futtatott Adobe Flash plugin. |
| 10.0.648      | 2011-03-08 (33 nap)                                                                                   | WebKit 534.16                      | 3.0.12.30                                                               | Google Cloud Print bejelentkezési lehetőség engedélyezve. Homokozóban futtatott GPU folyamat (jelenleg csak részlegesen megvalósítva); eredetileg a 10-es stabil verzióra tervezték, de későbbre, a 11-es verzióra helyezték át a megjelenés dátumát. Gyorsabb JavaScript egy új V8-fordító, a Crankshaft („főtengely”) beépítésének köszönhetően. A beállítások ablak dialógusablak helyett új böngészőfülön nyílik meg. Malware-ek jelentése, az elavult pluginek észlelése és kikapcsolása. Az elmentett jelszavak szinkronizálhatóak, a funkció alapértelmezetten bekapcsolva. GPU-gyorsított videólejátszás. Háttérben futó webalkalmazások, webNavigation extension API. |
| 11.0.696      | 2011-04-27 (50 nap)                                                                                   | WebKit 534.24                      | 3.1.8.16                                                                | HTML5 Speech Input API (beszéddel történő szövegbevitel). A weboldal összeállításának (compositing) hardveres gyorsítása alapértelmezetten bekapcsolva. A GPU-alapú hardveres gyorsítás és a WebGL kikapcsolása XP alatt. Frissített ikon. |
| 12.0.742      | 2011-06-07 (41 nap)                                                                                   | WebKit 534.30                      | 3.2.10.21                                                               | Hardveresen gyorsított 3D CSS; új Safe Browsing (biztonságos böngészés) védelem a rosszindulatú fájlok letöltése ellen; a Flash sütik törlése a böngészőn belülről; alkalmazások indítása név alapján az Omniboxból; a Sync integrálása az újratervezett Beállítások oldalba; továbbfejlesztett képernyőolvasó-támogatás; Macen figyelmeztetés a Command-Q lenyomásakor. Új kísérletek (flags): P2P API, a meglévő lap aktiválása megnyitáskor (tehát új lap megnyitása a háttérben), kísérleti új lap oldal, csoportosítás hozzáadása a lap helyi menüjéhez, PPAPI Flash futtatása a megjelenítő folyamatban, több profil. A Google Gears támogatásának megszüntetése. Nyomtatás és mentés gombok a beépített PDF-megjelenítőben. |
| 13.0.782      | 2011-08-02 (56 nap)                                                                                   | WebKit 535.1                       | 3.3.10.30                                                               | Teljes weboldalak spekulatív előretöltése (Instant Pages). Nyomtatási előnézet. Az Omnibox gépeléskor nem csak az előzmény-URL-ek elejében, hanem a teljes URL-ben keres. Böngészőfülek csoportosítása (Tab grouping): a Ctrl billentyűvel kiválasztott több fülön egyszerre lehet műveleteket végrehajtani (pl. lap újratöltése). Gyorsított 2D Canvas (most már aktiválva). IndexedDB+LevelDB. A nyomtatási előnézet továbbfejlesztése. Kísérleti lehetőségek (flags): A meglévő lap aktiválása megnyitáskor. Az Instant korlátozása a keresésre. Kísérleti új oldal. |
| 14.0.835      | 2011-09-16 (45 nap)                                                                                   | WebKit 535.1                       | 3.4.14.21                                                               | A fordítási, jelszómentési és a helyzetkövetési felbukkanó sávok színe kékről szürkére változott. A kísérleti új lap oldalon színkódoltak a miniatűrök, az Alkalmazások és a Leggyakrabban látogatott webhelyek közötti váltógomb mérete lecsökkent. A Native Client (NaCl) engedélyezése a Chrome Web Store alkalmazásaihoz. Web Audio API (realisztikus 3D hanghatások). A Mac OS X Lion új görgetősávjának támogatása. A szinkronizálásnál az összes adat titkosításának lehetősége (korábban csak a jelszavakat lehetett). Nyomtatási előnézet Macen. Kísérleti Web Request extension API. DNSSEC stapled certificates (összetűzött tanúsítványok): a https-t használó oldalak akkor is biztonságosnak minősülnek, ha a kapcsolat csak a DNSSEC tanúsítvánnyal van aláírva. |
| 15.0.874      | 2011-10-25 (39 nap)                                                                                   | WebKit 535.2                       | 3.5.10.22                                                               | Az áttervezett „Új lap” oldal most már az alapértelmezett. Gyorsabb nyomtatási előnézet. A teljes képernyős HTML5 videót lehetővő tevő JavaScript fullscreen API alapértelmezetten be van kapcsolva. A megbízható helyek Chrome Web Store-alkalmazásai inline módon (helyben) települnek. Az Omnibox előzményei is szinkronizálódnak. Átálltak az FFmpeg natív VP8-dekóder használatára. A bővítmények integrálása a beállítási oldalak közé. |
| 16.0.912      | 2011-12-13 (49 nap)                                                                                   | WebKit 535.7                       | 3.6.6.5                                                                 | A kísérleti több profilos támogatás alapértelmezetten be van kapcsolva, az ikonja a böngészőfülsáv bal szélére került, a korai verziókban egy minitorta (cupcake), a későbbiekben a felhasználó által kiválasztott avatár jelöli. Opcionális engedélyek a kiterjesztéseknél, így telepítéskor a felhasználó eldöntheti, melyeket engedélyezi és melyeket nem. |
| 17.0.963      | 2012-02-08 (57 nap)                                                                                   | WebKit 535.11                      | 3.7.12.12                                                               | Új API-k a kiterjesztésekhez. Az Omniboxba gépelt URL előtöltése, ha nagy biztonsággal eldönthető, milyen URL-re fog kiegészülni; védelem a letöltésekben lévő kártevők ellen. A V8 JavaScript-motor már nem „stop-the-world”, azaz megszakításos, hanem inkrementális szemétgyűjtővel (garbage collector) van ellátva. Figyelmezteti a felhasználót, ha be akarja csukni a profil utolsó inkognítóablakát és aktív letöltése van. A panelek (perzisztens, könnyűsúlyú ablakok) alapértelmezetten bekapcsolva. A keresőbeállítások is szinkronizálódnak. A nyomtatási előnézetben állíthatók a margók módosíthatók. A felhasználó által kiadott Mouse Lock „Allow”-engedély domainenként tárolódik. Kisebb felhasználói felületbeli változások, mint például az „Új lap” gombról a „+” jel eltűnése, a „gyári megoldás” helyett CSS-sel kialakított rádiógombok és jelölőnégyzetek a beállítási oldalakon. Jobb SVG-támogatás. A User agent-karakterlánc megváltoztatásának korlátozott támogatása. Az érintőképernyő-kezelési gesztusok korlátozott támogatása. |
| 18.0.1025     | 2012-03-28 (49 nap) 2012-06-27 (Android ARM) 2012-09-26 (18.0.1026, Android x86)                      | WebKit 535.19                      | 3.8.9.5                                                                 | - Hardveresen gyorsított Canvas2D grafika. - 3D gyorsítás nélküli, régebbi hardvereken is elérhető WebGL, a szoftveres raszterező SwiftShader segítségével. - Fényesebb „Új lap” gomb. |
| 19.0.1084     | 2012-05-15 (48 nap) 2012-06-28 (iOS)                                                                  | WebKit 536.5                       | 3.9.24.7                                                                | - A V8 JavaScript-motor támogatja a JavaScript Harmony-t (ECMAScript 6 – a chrome://flags alatt bekapcsolható). - beépített aszinkron DNS-resolver (alapértelmezésben kikapcsolt) - A weboldalak lefordításakor HTTPS használata. - Újratervezett Beállítások és Előzmények felhasználói felület - A különböző eszközökön futó Chrome-ok böngészőfüleinek elérése - Az „Új lap” oldal aljára került a Chrome Internetes Áruház hivatkozása és képe. - Kísérleti Web Intents API. |
| 20.0.1132     | 2012-06-26 (42 nap)                                                                                   | WebKit 536.10                      | 3.10.6.0                                                                | - A kompatibilis mobiltelefonnal rendelkező felhasználók számára az „Chrome To Mobile” lapművelet engedélyezése - Az „Új lap” oldal aljára hivatkozás került a Web Store-ra - Panorama View. A böngészőfülek rendelkeznek egy minimális szélességgel, és ha megtelik velük a böngésző, oldalt elkezdenek egymásra rakódni. A fülek közül (az aktuális fül kivételével) az aktuálishoz legközelebbiek vannak legfelül (korábban a balszélen elhelyezkedő fül volt legfelül). - Kísérleti érintőképernyős felhasználói felületi módosítások. A környezetérzékeny menükben a menüelemek függőleges irányban kissé távolabb kerültek egymástól. - Kísérleti PeerConnection API-k a WebRTC-funkciókhoz - A Linux-verzió áttért a Pepper API-t használó Flash pluginra a Flash Adobe-os megvalósítása helyett. |
| 21.0.1180     | 2012-07-31 (35 nap) 2012-08-22 (iOS)                                                                  | WebKit 537.1                       | 3.11.10.6                                                               | - A Windows-verzió áttért a Pepper API-t használó Flash pluginra a Flash Adobe-os megvalósítása helyett. Ezzel a Windows XP alatt elsőként vált elérhetővé homokozóban futó Flash. - Media Stream API (getUserMedia) alapértelmezetten engedélyezve (pl. webkamera-hozzáférés JavaScriptből) - Gamepad API-prototípus hozzáférhető alapértelmezetten. - A TLS 1.1 alapértelmezetten bekapcsolva. - A mutatózárolás (Mouse Lock / Pointer Lock) nem igényeli a teljes képernyőt. - A (pointer) és (hover) CSS media query-k támogatása, hogy a weboldalak optimalizálhassák a felületüket az érintőképernyőkhöz. - A HTML5 audio/video és a WebAudio támogatja a 24 bites PCM wave-fájlokat. - A Windows 8 képernyőbillentyűzetének javított támogatása Metro módban. Egyéb Windows 8-javítások. - A OS X Mountain Lion javított támogatása, köztük a 220 DPI-s kijelzőre optimalizált felület. - A HTTP-sütik tartalmi beállításai mutatják a hosztolt alkalmazások védett tárterületét is. - A Chromoting kliens plugin lekezeli a 100% fölötti zoomolást. - Az egyetlen felhasználónak telepített Chrome nem igényli az admin jogosultságot Windows 8 alatt ahhoz, hogy alapértelmezett lehessen. - HiDPI oldal-kirajzolás Mac alatt. Egyéb HiDPI-javítások Mac alatt. - A szinkronizálásba való bejelentkezéskor a kétfaktoros autentikáció jobb támogatása. - A Google online helyesírás-ellenőrzőjének használata az elgépelt szövegek ellenőrzésére és javaslatok tételére                                      |
| 22.0.1229     | 2012-09-25 (56 nap)                                                                                   | WebKit 537.3                       | 3.12.16                                                                 | - Mouse Lock API (mutatózárolás) alapértelmezetten bekapcsolva - Windows 8-javítások - A HiDPI/Retina támogatásának finomítása - Új stílusú csomagolt alkalmazások támogatása alapértelmezetten - A csavarkulcsot lecserélő, új menüikon - Új nagyítás gomb az Omnibaron. - Az ICC v2 színkezelési profilok alapértelmezett támogatása. |
| 23.0.1271     | 2012-11-06 (42 nap) 2012-11-28 (iOS)                                                                  | WebKit 537.10                      | 3.13.7.1                                                                | - Do Not Track protokoll megvalósítása - A Chrome Web Store új ikonja - GPU-gyorsított videodekódolás Windows alatt, ami kevésbé meríti az akkumulátort is - Az egyes weboldalakhoz tartozó engedélyek (tartózkodási hely, felbukkanó ablakok, webkamera/mikrofon elérése stb.) gyors elérése az URL melletti ikonnal az Omnibaron. - PeerConnection API - HTML5 track elem - MediaSource API - perzisztens SessionStorage - Windows 8 alatt ugyanazt a profilt használja asztali és metró üzemmódban is. Új menüelemmel lehet üzemmódot váltani, ami a Chrome újraindulását okozza - A támogatott asztali platformok közül az utolsóként Mac alatt is átvette az NPAPI-s Adobe Flash plugin helyét a Pepper Plugin API-alapú (PPAPI). |
| 24.0.1312     | 2013-01-10 (65 nap)                                                                                   | WebKit 537.17                      | 3.14.5.0                                                                | - MathML-támogatás. - A HTML5 datalist element támogatja az ajánlott dátum és időpont megjelenítését. - A CSS Custom Filters Archiválva 2013. március 9-i dátummal a Wayback Machine-ben kísérleti támogatása. |
| 25.0.1364     | 2013-02-21 (42 nap) 2013-02-27 (Android) 2013-03-04 (iOS)                                             | WebKit 537.22                      | 3.15.11.5                                                               | - Az Opus hangformátum támogatása - VP9-videotámogatás - A Chrome-on kívülről telepített kiterjesztések automatikusan letiltódnak - Web Speech API - Fejlesztői funkciók: Content Security Policy és Shadow DOM. - Titkosított (https) keresés az omniboxból – akkor is, ha nincs bejelentkezve a felhasználó - Native Client ARM platformon is - A MathML támogatásának felfüggesztése a biztonsági rések miatt. Android-változat (frissítés 0.16-ról): - Gyorsított görgetés - A kétujjas nagyítás (pinch to zoom) érzékenységének növelése - Az interaktív oldalak gyorsítása (az újabb V8-motornak köszönhető) - A hang akkor is szól, ha a Chrome a háttérben fut - A HTML5-funkciók bővített támogatása - A telefonfunkciók használatakor a hanglejátszás megállításának támogatása |
| 26.0.1410     | 2013-03-26 (33 nap) 2013-04-03 (Android) 2013-04-09 (iOS)                                             | WebKit 537.31                      | 3.16.14.9                                                               | - Webes szolgáltatások használata a helyesírási hibák javítási javaslatainak lekéréséhez - Több Chrome-felhasználó esetében asztali parancsikon létrehozása (Windowson) - aszinkron DNS-feloldás Mac és Linux alatt is Android-változat: - Automatikus kitöltés szinkronizációja - Jelszó-szinkronizáció - Teljesítmény- és stabilitásbeli javítások |
| 27.0.1453     | 2013-05-21 (56 nap) 2013-05-22 (Android) 2013-06-03 (iOS)                                             | WebKit 537.36                      | 3.17.6.14                                                               | - A Manifest version 1.0 bővítmények tiltása. - Az erőforrás-kezelés optimalizálása, a lapok átlagosan 5%-kal gyorsabban betöltődnek. - Javított Omnibox-előrejelzések és helyesírási javítások. - syncFileSystem API a Google Drive adatainak szinkronizálásához. Android-változat: - Teljes képernyős üzemmód telefonokon (lefelé görgetve a toolbar eltűnik). - Egyszerűbb keresés (a keresés látható marad az omniboxban, könnyebben át lehet szerkeszteni) - Kliensoldali tanúsítványok támogatása - Böngészőfül-történet táblagépeken - „Egy tonna stabilitási és teljesítménybeli javítás” |
| 28.0.1500     | 2013-06-17 (Linux; 27 nap) 2013-07-09 (OS X és Windows; 49 nap) 2013-07-10 (Android) 2013-07-17 (iOS) | Blink 537.36 WebKit 537.36 (iOS)   | 3.18.5.8 (Linux, eredeti megjelenés); 3.18.5.9 (Linux, OS X és Windows) | - A böngészőmotort lecserélték Blinkre, a WebKit forkjára, kivéve iOS alatt. - Gyorsabb oldal-betöltődést tesz lehetővé a Blink böngészőmotor többszálúsított HTML-parsere. - „Bővített értesítések” és értesítési központ (Rich Notifications and Notification Center) váltják ki a HTML-alapú értesítéseket. - Komoly teljesítménynövelés az asm.js benchmark futtatásában. - A CSS :unresolved pseudoclass támogatása a Custom Element-eknél. - A CSS @supports conditional block-ok támogatása a property:value párok tesztelésére. Android-változat: - Teljes képernyős API támogatása (tableteken). - Kísérleti WebGL, Web Audio és WebRTC támogatás. - Beépített fordítási szolgáltatás iOS-változat: - Jobb együttműködés más Google-alkalmazásokkal - Továbbfejlesztett Voice Search - Teljes képernyős üzemmód az iPadeken - Adathasználat optimalizálása (fokozatosan élesedik) - A böngészőtörténet elérése |
| 29.0.1547     | 2013-08-20 (42 nap) 2013-08-21 (Android) 2013-09-12 (iOS)                                             | Blink 537.36                       | 3.19.18.19                                                              | - A VP9 végleges támogatása - A TLS 1.2 támogatása. - Tesztjellegű QUIC-támogatás (egy új hálózati protokoll), chrome://flags alatt kapcsolható be. - Javított Omnibox-javaslatok a korábban látogatott oldalak alapján - Lehetőség van a felhasználó böngészőprofiljának visszaállítására eredeti állapotába Android-változat: - Tesztjellegű QUIC-támogatás, chrome://flags alatt kapcsolható be. - WebRTC-támogatás - WebAudio-támogatás - Továbbfejlesztett görgetésérzékelés és a lap aljának vagy tetejének elérésekor vizuális jelzés - Gyorsabb indulás, stabilitási javítások - Új színválasztási felhasználói felület webes űrlapokon - A Google kísérleti, az Opera Turbóra hasonlító weboldal-optimalizálási szolgáltatásának (data compression proxy) támogatása: a Google szerverei letöltik a weboldalt, mobil eszközökre optimalizálják azt (képek átméretezése, WebP formátumba konvertálása stb.), majd a Google által fejlesztett SPDY hálózati technológiával továbbítják a telefonra. iOS-változat: - Gyorsabb visszatérés a Keresési eredményekhez - Az adathasználat optimalizálása (fokozatosan élesedik) - Beszédalapú keresés továbbfejlesztése (névmások támogatása, ilyen kérdések pl.: “Who is the president of the United States?”, majd “Who is his wife?”) - Single Sign On-fejlesztések más Google Appokkal - A WebP képformátum támogatása |
| 30.0.1599     | 2013-10-01 (42 nap) 2013-09-18 (iOS) 2013-10-02 (Android)                                             | Blink 537.36 WebKit 537.51.1 (iOS) | 3.20.17.13                                                              | - Egyszerűbb keresés kép alapján - Új Chrome Apps API-k: webview.request, media gallery write support and downloads - Új platformképességek (az asztali és a mobil verzióban egyaránt): a WebRTC Device Enumeration API támogatása, amivel egy WebRTC-hívás során, annak megszakítása nélkül meg lehet változtatni az aktív mikrofont és/vagy kamerát; a DevTools támogatja a CSS source map-eket; a Chrome az IE viselkedését másolva nem veszi figyelembe a Refresh fejlécet vagy tageket ha a frissítendő URL-hez tartozik javascript: séma. Android-változat: - Új gesztus: swipe horizontally across the top toolbar to quickly switch tabs. - Új gesztus: drag vertically down from the toolbar to enter into the tab switcher view. - Új gesztus: drag down from the menu to open the menu and select wanted item without having to lift finger. - A WebGL alapértelmezett engedélyezése a nagy teljesítményű eszközökön - DeviceMotion (az eszközök gyorsulását és szögsebességét mérő szenzorok) eseményei - A Media Source Extension engedélyezett Android 4.1+-en - Két új kísérleti funkció: Web Speech API (felismerés) és Vibration API iOS-változat: - Az iOS7 új külsejéhez való alkalmazkodás és az iOS7-et kihasználó funkciók - A teljes képernyős viselkedés javítása, különösen iPaden (csak iOS7-en) - Új Beállítások-felhasználói felület - A térkép- és e-mail-hivatkozások a Google Maps, illetve Gmail alkalmazásokat indítják el, ha azok telepítve vannak. Ez a viselkedés konfigurálható |
| 31.0.165      | 2013-11-12 (42 nap) 2013-11-20 (iOS) 2013-11-14 (Android)                                             | Blink 537.36 WebKit 537.51.1 (iOS) | 3.21.18.7                                                               | - Payment requestAutocomplete() a Chrome for Android, Windows, Chrome OS rendszereken – űrlapok kitöltésének felgyorsítása, különösen online fizetéskor - bekapcsolt PNaCl a Chrome asztali verzióin - Új Chrome Apps API-k: az alkalmazások URL-handlereinek segítségével az alkalmazásfejlesztők meghatározhatják, hogy milyen URL-eket szeretne kezelni az alkalmazásuk. Például egy weboldalon található dokumentumhivatkozás megnyílhat egy dokumentumszerkesztő Chrome-alkalmazásban. Így a felhasználók könnyebben jutnak el kedvenc Chrome-alkalmazásaikba. - Könyvtárhozzáférés alkalmazások számára – lehetővé válik a Chrome-alkalmazások számra, hogy a felhasználó által engedélyezett egyes mappákat írjanak-olvassanak. Így lehetővé válik fájlok közös használata natív és Chrome alatti alkalmazások között. Például a kódszerkesztő Chrome App módosíthatja egy natív Git-kliens fájljait. - SCTP for WebRTC Data Channel – lehetővé teszi a böngészők közötti P2P adatátvitelt akár best effort, akár megbízható vagy félig megbízható módon, ami például az online játékok előtt nyit meg lehetőségeket. - WebM videók átlátszósági csatornájának támogatása - A JavaScript Web Speech API-n keresztüli beszédfelismerés támogatott az Android alatt futó Chrome-on. - A Media Source API támogatott Android alatt. iOS-változat: - Gyors űrlaptöltés Autofill segítségével - Hosszú ujjlenyomás egy képen keresést hajt végre kapcsolódó képekre                                                 |
| 32.0.1700.76  | 2014-01-14 (63 nap) 2014-01-27 (iOS) 2014-01-15 (Android)                                             | Blink 537.36 WebKit 537.51.1 (iOS) | 3.22.24.10                                                              | - Az érintett böngészőfüleken apró ikonok jelzik, ha hanglejátszás, webkamera-használat vagy ChromeCast zajlik a fülön. - Újratervezett Win8 Metro-üzemmód - Rosszindulatú fájlok automatikus blokkolása - Új alkalmazás/kiterjesztés API-k - Felügyelt felhasználók - Rengeteg, a stabilitást és a teljesítményt érintő változtatás - Flash Player-frissítés 12.0.0.41-re - Az utolsó verzió, amihez elkészült a Google Chrome Frame-változat is, ennek támogatását 2014 januárjával megszüntették. Android-változat: - Weboldal-parancsikonok hozzáadása a kezdőképernyőhöz a menüből - Az adatforgalom csökkentése akár 50%-kal: Beállítások → Sávszélesség kezelése → Adathasználat csökkentése menüpontban engedélyezhető. - Frissített Új lap oldal. iOS-változat: - Fordítás – automatikus fordítás a fordítósáv segítségével - Az adatforgalom csökkentése akár 50%-kal: Beállítások → Sávszélesség kezelése → Adathasználat csökkentése menüpontban engedélyezhető. - Frissített Új lap oldal. |
| 33.0.1750.117 | 2014-02-20 (37 nap) 2014-02-20 (iOS) 2014-02-26 (Android)                                             | Blink 537.36 WebKit 537.51.1 (iOS) | 3.23.17.13                                                              | - Ogg Opus-támogatás - Beszédszintézis Android-változat: - A Chrome network stacket használó letöltéseknél értesítés a letöltés állásáról - Frissített help and feedback UI - A <datalist> tag támogatása iOS-változat: - Stabilitási és biztonsági javítások. |
| 34.0.1847.116 | 2014-04-08 (47 nap) 2014-04-29 (iOS) 2014-04-02 (Android)                                             | Blink 537.36 WebKit 537.51.1 (iOS) | 3.24.35.22                                                              | - Responsive Images (minden eszközre a megfelelő méretű kép letöltése), Unprefixed Web Audio - Felügyelt felhasználók importálása új számítógépre való telepítéskor - Néhány új alkalmazás/kiterjesztés-API - Átrajzolt Win8 Metro üzemmód - Egyéb biztonsági és teljesítménybeli javítások - Jelszavak mentésének felajánlása „autocomplete=off” beállítás mellett is. Android-változat: - Teljesítményoptimalizálás, közte az akkumulátorhasználat optimalizálása iOS-változat: - Frissült a funkciók bemutatása, ami a Chrome első indításakor jelenik meg - Az Omniboxban az automatikus kiegészítés most már jobbról balra író nyelveknél is működik - Egyéb hibajavítások |
| 35.0.1916.114 | 2014-05-20 (42 nap) 2014-05-28 (iOS) 2014-05-20 (Android)                                             | Blink 537.36 WebKit 537.51.1 (iOS) | 3.25.28.16                                                              | - Az Opus frissítése v1.1-re - Alapértelmezett Aura felület Linux alatt - Nagyobb fejlesztői kontroll az érintéses beviteli módoknál (mouse scroll wheel events with the ctrlKey modifier set) - Új JavaScript-funkciók (Promises, WeakMaps and WeakSets; Object.observe) - Unprefixed Shadow DOM - Új apps/extension API-k - CSS Font Loading - SVG 'paint-order' property - unprefixed version of the Web Audio API - Eltávolított funkciók: HTMLVideoElement-specific prefixed fullscreen API, TextTrackCue constructor, <isindex>, Legacy Web Notifications, NPAPI-támogatás Linuxon, Attr.isId, ownerElement, prefix setter - Egyéb stabilitási és teljesítménybeli javítások Android-változat: - Böngészőfül bezárásának visszavonása - Teljes képernyős videó feliratokkal és HTML5 vezérlőkkel - Néhány több képernyővel rendelkező eszköz támogatása - Chromecast támogatása iOS-változat: - Jobbról balra író nyelvek (arab és héber) támogatása az Omniboxban - Hosszú kereső-URL helyett a keresőkifejezés látszik az Omniboxban - A keresés könnyebb pontosítása és több találat a keresési találat-oldalon - Egyéb stabilitási és teljesítménybeli javítások |
| 36.0.1985     | 2014-07-16 (57 nap) 2014-07-15 (iOS) 2014-07-16 (Android)                                             | Blink 537.36 WebKit 537.51 (iOS)   | 3.26.31.8                                                               | - Rich Notifications („gazdag értesítések”) fejlesztései - Frissített Incognito/Guest NTP-design - Új buborékértesítés a böngésző összeomlása után - Chrome alkalmazásindító Linuxra Fejlesztők számára: touch-action CSS property, Web Animations JavaScript API, HTML Imports, Data-binding with Object.observe(), WOFF 2.0 Web Font compression format Android-változat: - Javított szövegmegjelenítés mobilra nem optimalizált oldalakon. - Újra megjelennek a Doodle-ök az Új lap oldalon. iOS-változat: - A Google Cast támogatása az erre képes weboldalakon és eszközökön. |
| 37.0.2062.20  | 2014-08-26 (41 nap) – (iOS) 2014-09-03 (Android)                                                      | Blink 537.36 WebKit ? (iOS)        | 3.27.34.14                                                              | - DirectWrite-szövegmegjelenítés Windows alatt (a korábbi GDI helyett) - <dialog> HTML5 element támogatása - a showModalDialog támogatásának megszüntetése (2015. májusig házirendből még engedélyezhető) - Web Cryptography JavaScript API alapértelmezetten bekapcsolva - Az alapértelmezett monospace font Windowson a Consolas a korábbi Courier New helyett - A Jelszókezelő részben új felhasználói felületet kapott - A nem elérhető oldalak automatikus újratöltése, ha újra elérhetővé válik a hálózat Windows-változat: - 64 bites Windows-változat Windows 7+ és Windows 2008 R2+ operációs rendszereken. Ez sebességnövekedéssel jár a grafika kezelésében, és lehetővé teszi egyes biztonsági megoldások alkalmazását: Partition Alloc, High Entropy ASLR. A 64 bites változat nem támogatja az NPAPI plugineket (de ezek végül a 32 bites változatban is meg fognak szűnni). Android-változat: - A Chrome-ba való bejelentkezés automatikusan bejelentkeztet a Google oldalaira - A felhasználói felület frissítése Material designnal |
| 38.0.2125     | 2014-10-07 (42 nap) 2014-10-07 (iOS) 2014-10-08 (Android)                                             | Blink 537.36 WebKit ? (iOS)        | 3.28.71.15                                                              | - BoringSSL használata OpenSSL helyett. - Új apps/extension API-k - Teljesítménybeli és stabilitási fejlesztések - Lehetőség a weboldalakra való belépésre a FIDO U2F Security Key-vel, ami egy USB vagy smartcard token, a kétfaktoros autentikáció részeként iOS-változat: - Az iPhone 6 és 6+ jobb támogatása. - Google Drive-on található fájlok megnyitása, lementése. Android-változat: - A Battery Status és Screen orientation API-k támogatása - további Material Design-frissítések |
| 39.0.2171     | 2014-11-18 (42 nap) 2014-11-12 (Android)                                                              | Blink 537.36                       | 3.29.88                                                                 | - 64 bites támogatás Mac alatt. - Experimental Reader Mode a flagekben bekapcsolhatóan |
| 40.0          | 2014-11-20 (Linux, OS X és Windows)                                                                   | Blink 537.36                       | 3.28                                                                    | Jelenlegi Beta Channel - Profile Lock, which introduces the ability to "child lock" signed-in profiles. - New Tabs Page Suggestions, which tries to determine which sites you'd like to visit depending on the the time and day. |
| 41.0          | 2014-11-20 (Linux, OS X és Windows)                                                                   | Blink 537.36                       | 3.29                                                                    | Jelenlegi Dev Channel |
| 41.0          | 2014-09-29 (Linux, OS X és Windows)                                                                   | Blink 537.36                       | 3.30                                                                    | Jelenlegi Canary Channel |

Megjegyzések:
- Minden eddig megjelent verzió támogatja a Windows operációs rendszert. A Mac és Linux támogatása az 5.0.375 verziótól van jelen, az Android 4.0+ platform a 25-ös verzióval került szinkronba az asztali változat fejlesztésével.[123] Az Android 4.0 platformot a táblázatban nem szereplő 0.16.4130.199 (Chrome for Android) verzió támogatta elsőként.[124][125][126] Az iOS 4.3 támogatása 2012. június 26-án jelent meg, ekkor került bele a Chrome az App Store-ba. Az androidos verzióhoz hasonlóan ennek is külön kiadási ciklusa van.
- A Chrome 26-tól kezdve nem érkeznek frissítések azokra a Linux rendszerekre, melyeken nem fut a GCC 4.6 vagy későbbi, illetve a GTK 2.24 vagy későbbi verziója; így pl. a RHEL 6 (GTK 2.18) nem támogatott. Az Ubuntu Lucid 10.04 LTS és a Debian 6 (2.20) is elavultnak van tekintve.[127]
- A korábbi fejlesztői változatok nem szerepelnek a táblázatban, csak mindig az aktuálisak.
- A 6-ostól a 32-es verzióig minden verzió elkészült az Internet Explorer-pluginként futó Google Chrome Frame-változatban is, ennek támogatását 2014 januárjával megszüntették.[28]